# ميشيل هنري
ميشيل هنري (بالفرنسية: Michel Henry) فيلسوف وروائي فرنسي ولد في 10 يناير 1922 بهايفونغ فيتنام، وتوفى في 3 يوليو 2002 بألبي في فرنسا. حصل على جائزة رينودو الأدبية عام 1976.